# Стієнта
Стієнта (італ. Stienta, вен. Stienta) — муніципалітет в Італії, у регіоні Венето,  провінція Ровіго.
Стієнта розташована на відстані близько 350 км на північ від Рима, 85 км на південний захід від Венеції, 24 км на південний захід від Ровіго.
Населення — 3305 осіб (2014).
Щорічний фестиваль відбувається 2 серпня. Покровитель — святий Степан.

## Демографія
Населення за роками:

Станом на 1 січня 2023 року в муніципалітеті офіційно проживало 240 іноземців з 17 країн, серед них 107 громадян країн Євросоюзу та 8 громадян України.

## Сусідні муніципалітети
- Баньйоло-ді-По
- Кастельгульєльмо
- Феррара
- Фієссо-Умбертіано
- Гаїба
- Оккьобелло